# Me quedaré solo
«Me quedaré solo» es una canción de 1996 publicada en el álbum La profecía, del dúo español Amistades Peligrosas, siendo otro de sus mayores éxitos a nivel internacional. La canción fue escrita por Alberto Comesaña y Cristina del Valle, mientras que la música es de Carlos de France.

## Significado
La letra de la canción habla sobre una relación que ha terminado en buenos términos a pesar de todo lo bueno y lo malo que surgió durante el mismo.

## Vídeo musical
El videoclip del sencillo está ambientado en la época barroca. Muestra al dúo interpretando la canción acompañada de fondo por los músicos tocando el violín y el violonchelo.
Fue publicado en el canal del dúo en YouTube en el año 2013 y ha conseguido más de 200 millones de reproducciones hasta el día de hoy 